# Busto reliquiario di San Marsus
Il busto reliquiario di San Marsus è un reliquiario risalente al 1470-1480 circa e conservato nel tesoro della cattedrale di Essen. Conteneva il teschio di San Marsus, sacerdote e missionario romano che, secondo la tradizione, operò e morì martire in Gallia nel III secolo d.C.

## Storia
Alfredo di Hildesheim, vescovo di Hildesheim e fondatore dell'abbazia di Essen, aveva traslato le reliquie di san Marsus, presunto martire del III secolo, nell'864 da Auxerre in una sconosciuta località abitata dai Sassoni, forse l'abbazia di Corvey. L'abbazia di Essen ricevette più tardi da Lione, fra il 999 ed il 1002, il capo ed il busto del santo, per volontà dell'imperatore Ottone III (regnante 996-1002) e del vescovo di Auxerre Ugo di Chalon († 1039). Per l'occasione fu realizzata una magnifica cassa-reliquiario, che per i successivi secoli costituì punto focale del tesoro abbaziale e deposito per le reliquie del santo.
Alla fine del XV secolo il cranio del santo fu spostato dal reliquiario ottoniano al nuovo busto reliquiario gotico. Mentre il reliquiario originale andò purtroppo distrutto nel 1797, il busto quattrocentesco si conserva ancora nel tesoro di quella che è oggi la cattedrale di Essen.

## Descrizione
Il busto è a grandezza naturale, alto 46 cm. La lavorazione è di alta qualità e presenta caratteristiche naturalistiche. Marsus è mostrato a testa scoperta con una tonsura, la cui forma è stata usata per attaccare un coperchio apribile per la reliquia del cranio. Il viso è incorniciato da riccioli interni, la testa è inclinata all'indietro e lo sguardo è sollevato. La testa mostra una tensione dettagliata dei muscoli facciali, che conferisce al santo un'espressione vitale per lo spettatore. Indossa una casula gotica con una croce sul davanti e sul retro. Il collo è coperto da un amitto con la parura, un colletto alto decorato. Quest'ultima è, come la croce, formata da una fascia d'oro sulla quale sono alternati ornamenti floreali realizzati con grandi gemme circondate da altre più sottili, intervallati da altre piccole croci ottenute componendo perle di corallo.
Il busto è in argento cesellato ed è parzialmente dorato a fuoco. Una base placcata in oro in lamiera di bronzo forma la fascia di base, con semplici disegni floreali sulla superficie. Lo storico Georg Humann ha interpretato questa fascia come un'aggiunta successiva: secondo lo stile della decorazione, la base risalirebbe al XVII secolo, forse realizzata per esigenze di stabilità dell'opera.
Il busto è in buone condizioni, sono presenti solo pochi graffi e scolorimenti che indicano piccole riparazioni e tentativi di pulizia. Al tempo degli studi di Humann ai primi del XX secolo il reliquiario presentava un'ulteriore decorazione dipinta volta ad accrescere l'espressività del volto, poi rimossa durante un restauro della metà del secolo.

## Stile
Lo stile del busto di Marte a Essen si basa sulle opere della Vestfalia della fine del XIV secolo. Secolo, come i busti e le statuette in argento dorato dell'altare maggiore della cattedrale di San Paolo a Münster, realizzati tra il 1350 e il 1380. Paralleli fisionomici particolarmente sorprendenti si possono trovare con i busti di Tommaso, Giacomo il Maggiore, Bartolomeo, Mattia, Filippo e l'apostolo Matteo, le cui teste, tuttavia, sono meno differenziate a causa del loro formato più piccolo.

## Offerte votive

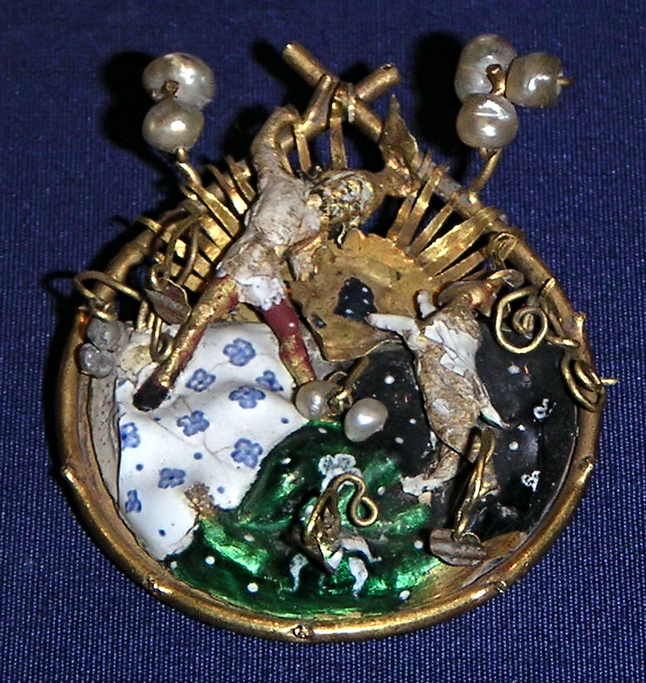
Una delle 16 fibule borgognone (inizio XV secolo)

Il busto reliquiario di San Marsus includeva come offerte votive sedici fermagli borgognoni del 1400 circa, ora separati dal busto ma conservati nello stesso tesoro della cattedrale. In origine erano cuciti su un velluto rosso posto attorno alle spalle del busto. Le fibule sono realizzate in oro e decorati a smalto. I gioielli appartengono a tre gruppi stilisticamente diversi e sono stati assemblati nel tardo medioevo per formare una sorta di collana per il reliquiario. Ai primi del XX secolo furono separati dal reliquiario e fissati su un'asse, mentre oggi sono conservati montati su un piatto ricoperto di seta. Il registro del tesoro della cattedrale di Essen, il 12 luglio 1662, annota diciotto pezzi, due in più di quelli pervenuti. In ogni caso, si è persa la memoria di quando le fibule furono aggiunte al busto e da chi furono donate, e in quale contesto.
Un altro attributo del reliquiario consisteva in un cuore d'argento, ora scomparso, che tuttavia era ancora appeso a una catena attorno al collo del busto in una fotografia di Georg Humann nel 1904. Secondo l'iscrizione nel registro del tesoro del 1662, recava l'iscrizione Sanctus Marsus, ora pro me. In origine era forse un'offerta votiva per l'originale reliquiario ottoniano perduto, o per un altro reliquiario egualmente antico.

## Uso liturgico
Il busto di Marsus aveva un significato liturgico per il monastero di Essen. Come rappresentazione molto plastica, a grandezza naturale di un santo, Marte diveniva una persona concretamente tangibile per il credente. Questa dimensione dell'incontro non poteva essere garantita dal reliquiario di San Marsus ottoniano, che all'epoca aveva già più di cinquecento anni ed era in forma di cassa-reliquiario. In questo modo il monastero permetteva di far vivere molto meglio la presenza del martire nelle processioni.  Alla fine del XV secolo, all'epoca della realizzazione di questo busto, la venerazione per san Marsus a Essen era ormai molto pronunciata, e il tesoro porta una chiara testimonianza che non possiamo trovare nelle fonti scritte.